# Valentin Gröne
Valentin Gröne (* 17. Dezember 1817 in Paderborn; † 18. März 1882 in Irmgarteichen) war ein deutscher römisch-katholischer Geistlicher und Kirchenhistoriker.

## Leben
Gröne empfing nach dem Studium 1844 die Priesterweihe. Darauf folgte ein Aufbaustudium der Kirchengeschichte an der Universität München, das er 1848 mit der Promotion abschloss. Er war Kaplan in Bielefeld, Warstein, Brilon und Scherfede. 1857 wurde er Rektor der Höheren Schule in Fredeburg, 1860 in Schmallenberg. 1868 wurde er Pfarrer und später Dechant in Irmgarteichen.

## Veröffentlichungen
- Franciscus Dirnberger […] ad disputationem publicam pro summis in Theologia honoribus rite obtinendis ab […] Domino Valentino Groene, […] die XII Julii MDCCCXLVIII […] habendam […] invitat. Promotionsthesen, München 1848.
- Sacramentum oder Begriff und Bedeutung von Sacrament in der alten Kirche bis zur Scholastik, Brilon 1853.
- Tetzel und Luther oder Lebensgeschichte und Rechtfertigung des Ablaßpredigers und Inquisitors Dr. Johann Tetzel aus dem Predigerorden, Soest/Olpe, 1853.
- Glaube und Wissenschaft, Schaffhausen 1860.
- Papst und Kirchenstaat, Arnsberg 1862.
- Zustand der Kirche Deutschlands vor der Reformation, in Theologische Quartalschrift, Tübingen 1862, S. 84–138.
- Der Ablaß, seine Geschichte und Bedeutung in der Heilsökonomie, Regensburg 1863.
- Die Papst-Geschichte, 2 Bände, Regensburg 1864, 1866. (Digitalisat Band 1; Digitalisat Band 2)
- Compendium der Kirchengeschichte, Regensburg 1870.
- Übersetzungen für die Bibliothek der Kirchenväter:
  - Tatians, des Kirchenschriftstellers, Rede an die Griechen, 1872.
  - Melitos des Bischofs von Sardes, Rede an den Kaiser Antonius, 1873.
  - Hippolytus, des Presbyters and Märtyrers, Buch über Christus und den Antichrist, 1873.
  - Hippolytus Canones, 1874
  - Ausgewählte Schriften des hl. Basilius des Großen, Bischofs von Caesarea und Kirchenlehrers, 3 Bände, 1875–1881.